# دانييل بينيوس
دانييل بينيوس (بالإسبانية: Daniel Pinillos)‏ (22 أكتوبر 1992 بلوغرونيو في إسبانيا - ) هو لاعب كرة قدم إسباني في مركز الظهير. لعب مع راسينغ سانتاندير ونادي أورينسي ونادي قرطبة ونوتينغهام فورست ورايو كانتابريا ‏ وCórdoba CF B ‏.

## وصلات خارجية
- دانييل بينيوس على موقع قاعدة بيانات كرة القدم.إي يو (الإنجليزية)
- دانييل بينيوس على موقع Soccerbase.com (لاعب) (الإنجليزية)
- دانييل بينيوس على موقع Soccerway.com (الإنجليزية)
- دانييل بينيوس على موقع عالم كرة القدم.نت (الإنجليزية)
- دانييل بينيوس على موقع AS.com (الإسبانية)